# ピンジュル
ピンジュル（ボスニア語: pinđur、ブルガリア語: пинджур (pindjur)、セルビア語: пинђур, pinđur、マケドニア語: пинџур）はボスニア・ヘルツェゴビナやブルガリア、セルビア、マケドニアなどバルカン諸国で広く食べられているスプレッドで、主に夏場に薬味（レリッシュ）として使われる。 
赤ピーマンやトマト、ニンニク、植物油、塩を混ぜ合わせて作る。よく似たものにアイバルがあるが、ピンジュルではトマトが入る。一部の地域では、アイバルおよびピンジュルという単語を、特に区別せず同じ意味で使う。 
伝統的な製法では、ピーマンをローストして皮をむき、他の材料と混ぜ合わせて数時間かけて煮込むなど、かなりの手間がかかる。